# Gens Curiàcia
La gens Curiàcia (en llatí Curiatia gens, plural Curiatii) va ser una gens romana d'origen patrici, mencionada expressament per Titus Livi com a originaris d'Alba Longa, i que es van traslladar a Roma després de la destrucció de la seva ciutat i van ser admesos entre els patres, o patricis.
La incorporació a aquesta classe social no es contradiu amb el fet que des de l'any 401 aC fins al 138 aC trobem membres plebeus de la família que van exercir com a tribuns de la plebs, perquè aquí com en altres casos, podrien ser descendents d'algun llibert dels Curiatii o bé que alguns membres patricis haguessin passat als plebeus per voluntat o per matrimoni. No consta cap magistratura rellevant per part de la branca patrícia.
El seu origen albà és també mencionat a la llegenda d'un dels mites fundacionals de la ciutat de Roma, el Combat dels Horacis i Curiacis sota el rei Tul·li Hostili: tres Curiacis (Curiatii, d'Alba) es van enfrontar a tres Horacis (dels Horatii, romans) i van ser derrotats.
L'únic cognom que van fer servir en temps de la República era Fistus. Com a exemple, vegeu Publi Curiaci Fist Trigemí.